# 迪爾黑德鎮區 (堪薩斯州巴伯縣)
迪爾黑德鎮區（英語：Deerhead Township）為位在美國堪薩斯州巴伯縣的鎮區。2010年美国人口普查中該鎮區人口有14人。

## 地理
迪爾黑德鎮區涵蓋面積164.73平方（63.60平方英里），境內無城鎮設立。

### 溪流
通過此鎮區的溪流有：
- 因曼溪（Inman Creek）

## 人口統計
根據2010年美國人口普查，迪爾黑德鎮區人口有14人，人口密度為0.08人/平方公里。種族方面，100%為白人；0%為非裔美洲人；0%為美洲原住民；0%為亞洲人；0%為太平洋島民；0%為其他種族；另外有0%為兩個或以上的種族。而西班牙裔美國人或拉丁美洲人佔該鎮區人口的0%。

## 外部連結
- USGS Geographic Names Information System (GNIS) （页面存档备份，存于）
- US-Counties.com
- City-Data.com （页面存档备份，存于）